# Llista d'asteroides/115601–115700
| Nom      | Designació provisional | Data de descobriment | Lloc de descobriment | Descobridor/s |
| -------- | ---------------------- | -------------------- | -------------------- | ------------- |
| 115601 - | 2003 UT99              | 19 d'octubre, 2003   | Palomar              | NEAT          |
| 115602 - | 2003 UZ99              | 19 d'octubre, 2003   | Palomar              | NEAT          |
| 115603 - | 2003 UB100             | 19 d'octubre, 2003   | Palomar              | NEAT          |
| 115604 - | 2003 UE100             | 19 d'octubre, 2003   | Palomar              | NEAT          |
| 115605 - | 2003 UK100             | 19 d'octubre, 2003   | Palomar              | NEAT          |
| 115606 - | 2003 UJ101             | 20 d'octubre, 2003   | Palomar              | NEAT          |
| 115607 - | 2003 UR101             | 20 d'octubre, 2003   | Socorro              | LINEAR        |
| 115608 - | 2003 UR102             | 20 d'octubre, 2003   | Kitt Peak            | Spacewatch    |
| 115609 - | 2003 UA103             | 20 d'octubre, 2003   | Kitt Peak            | Spacewatch    |
| 115610 - | 2003 UE103             | 20 d'octubre, 2003   | Kitt Peak            | Spacewatch    |
| 115611 - | 2003 UG103             | 20 d'octubre, 2003   | Kitt Peak            | Spacewatch    |
| 115612 - | 2003 UK103             | 20 d'octubre, 2003   | Kitt Peak            | Spacewatch    |
| 115613 - | 2003 UW107             | 19 d'octubre, 2003   | Kitt Peak            | Spacewatch    |
| 115614 - | 2003 UZ111             | 20 d'octubre, 2003   | Socorro              | LINEAR        |
| 115615 - | 2003 UC112             | 20 d'octubre, 2003   | Socorro              | LINEAR        |
| 115616 - | 2003 UH112             | 20 d'octubre, 2003   | Socorro              | LINEAR        |
| 115617 - | 2003 UD113             | 20 d'octubre, 2003   | Socorro              | LINEAR        |
| 115618 - | 2003 UH114             | 20 d'octubre, 2003   | Socorro              | LINEAR        |
| 115619 - | 2003 UD115             | 20 d'octubre, 2003   | Kitt Peak            | Spacewatch    |
| 115620 - | 2003 US115             | 20 d'octubre, 2003   | Palomar              | NEAT          |
| 115621 - | 2003 UX116             | 21 d'octubre, 2003   | Socorro              | LINEAR        |
| 115622 - | 2003 UC117             | 21 d'octubre, 2003   | Socorro              | LINEAR        |
| 115623 - | 2003 UE118             | 17 d'octubre, 2003   | Anderson Mesa        | LONEOS        |
| 115624 - | 2003 US119             | 18 d'octubre, 2003   | Palomar              | NEAT          |
| 115625 - | 2003 UQ121             | 19 d'octubre, 2003   | Socorro              | LINEAR        |
| 115626 - | 2003 UU121             | 19 d'octubre, 2003   | Socorro              | LINEAR        |
| 115627 - | 2003 UW121             | 19 d'octubre, 2003   | Socorro              | LINEAR        |
| 115628 - | 2003 UX121             | 19 d'octubre, 2003   | Socorro              | LINEAR        |
| 115629 - | 2003 UH122             | 19 d'octubre, 2003   | Socorro              | LINEAR        |
| 115630 - | 2003 US122             | 19 d'octubre, 2003   | Socorro              | LINEAR        |
| 115631 - | 2003 UP123             | 19 d'octubre, 2003   | Kitt Peak            | Spacewatch    |
| 115632 - | 2003 UV124             | 20 d'octubre, 2003   | Socorro              | LINEAR        |
| 115633 - | 2003 UH125             | 20 d'octubre, 2003   | Socorro              | LINEAR        |
| 115634 - | 2003 UD126             | 20 d'octubre, 2003   | Socorro              | LINEAR        |
| 115635 - | 2003 UF126             | 20 d'octubre, 2003   | Socorro              | LINEAR        |
| 115636 - | 2003 UG126             | 20 d'octubre, 2003   | Socorro              | LINEAR        |
| 115637 - | 2003 UH126             | 20 d'octubre, 2003   | Socorro              | LINEAR        |
| 115638 - | 2003 UO126             | 20 d'octubre, 2003   | Palomar              | NEAT          |
| 115639 - | 2003 UX129             | 18 d'octubre, 2003   | Palomar              | NEAT          |
| 115640 - | 2003 UF130             | 18 d'octubre, 2003   | Palomar              | NEAT          |
| 115641 - | 2003 UW130             | 19 d'octubre, 2003   | Anderson Mesa        | LONEOS        |
| 115642 - | 2003 UE131             | 19 d'octubre, 2003   | Anderson Mesa        | LONEOS        |
| 115643 - | 2003 UJ131             | 19 d'octubre, 2003   | Palomar              | NEAT          |
| 115644 - | 2003 UO132             | 19 d'octubre, 2003   | Palomar              | NEAT          |
| 115645 - | 2003 UP132             | 19 d'octubre, 2003   | Palomar              | NEAT          |
| 115646 - | 2003 UC133             | 19 d'octubre, 2003   | Palomar              | NEAT          |
| 115647 - | 2003 UF133             | 20 d'octubre, 2003   | Palomar              | NEAT          |
| 115648 - | 2003 UY133             | 20 d'octubre, 2003   | Palomar              | NEAT          |
| 115649 - | 2003 UK135             | 21 d'octubre, 2003   | Palomar              | NEAT          |
| 115650 - | 2003 UU135             | 21 d'octubre, 2003   | Palomar              | NEAT          |
| 115651 - | 2003 UV136             | 21 d'octubre, 2003   | Socorro              | LINEAR        |
| 115652 - | 2003 UA137             | 21 d'octubre, 2003   | Palomar              | NEAT          |
| 115653 - | 2003 UK137             | 21 d'octubre, 2003   | Socorro              | LINEAR        |
| 115654 - | 2003 UQ137             | 21 d'octubre, 2003   | Socorro              | LINEAR        |
| 115655 - | 2003 US137             | 21 d'octubre, 2003   | Socorro              | LINEAR        |
| 115656 - | 2003 UT137             | 21 d'octubre, 2003   | Socorro              | LINEAR        |
| 115657 - | 2003 UW137             | 21 d'octubre, 2003   | Socorro              | LINEAR        |
| 115658 - | 2003 UT138             | 16 d'octubre, 2003   | Palomar              | NEAT          |
| 115659 - | 2003 UP139             | 16 d'octubre, 2003   | Anderson Mesa        | LONEOS        |
| 115660 - | 2003 UQ139             | 16 d'octubre, 2003   | Anderson Mesa        | LONEOS        |
| 115661 - | 2003 UZ139             | 16 d'octubre, 2003   | Anderson Mesa        | LONEOS        |
| 115662 - | 2003 UB141             | 17 d'octubre, 2003   | Socorro              | LINEAR        |
| 115663 - | 2003 UK142             | 18 d'octubre, 2003   | Anderson Mesa        | LONEOS        |
| 115664 - | 2003 UL142             | 18 d'octubre, 2003   | Anderson Mesa        | LONEOS        |
| 115665 - | 2003 UN142             | 18 d'octubre, 2003   | Anderson Mesa        | LONEOS        |
| 115666 - | 2003 UK143             | 18 d'octubre, 2003   | Anderson Mesa        | LONEOS        |
| 115667 - | 2003 UO143             | 18 d'octubre, 2003   | Anderson Mesa        | LONEOS        |
| 115668 - | 2003 UQ143             | 18 d'octubre, 2003   | Anderson Mesa        | LONEOS        |
| 115669 - | 2003 UW143             | 18 d'octubre, 2003   | Anderson Mesa        | LONEOS        |
| 115670 - | 2003 UK144             | 18 d'octubre, 2003   | Anderson Mesa        | LONEOS        |
| 115671 - | 2003 UT144             | 18 d'octubre, 2003   | Anderson Mesa        | LONEOS        |
| 115672 - | 2003 UW144             | 18 d'octubre, 2003   | Anderson Mesa        | LONEOS        |
| 115673 - | 2003 UW145             | 18 d'octubre, 2003   | Anderson Mesa        | LONEOS        |
| 115674 - | 2003 UY145             | 18 d'octubre, 2003   | Anderson Mesa        | LONEOS        |
| 115675 - | 2003 UE146             | 18 d'octubre, 2003   | Anderson Mesa        | LONEOS        |
| 115676 - | 2003 UF146             | 18 d'octubre, 2003   | Anderson Mesa        | LONEOS        |
| 115677 - | 2003 UA147             | 18 d'octubre, 2003   | Anderson Mesa        | LONEOS        |
| 115678 - | 2003 UV148             | 19 d'octubre, 2003   | Kitt Peak            | Spacewatch    |
| 115679 - | 2003 UX148             | 19 d'octubre, 2003   | Anderson Mesa        | LONEOS        |
| 115680 - | 2003 UB149             | 19 d'octubre, 2003   | Palomar              | NEAT          |
| 115681 - | 2003 UR149             | 20 d'octubre, 2003   | Socorro              | LINEAR        |
| 115682 - | 2003 UN150             | 20 d'octubre, 2003   | Kitt Peak            | Spacewatch    |
| 115683 - | 2003 UP150             | 20 d'octubre, 2003   | Kitt Peak            | Spacewatch    |
| 115684 - | 2003 UQ150             | 20 d'octubre, 2003   | Kitt Peak            | Spacewatch    |
| 115685 - | 2003 UX150             | 21 d'octubre, 2003   | Anderson Mesa        | LONEOS        |
| 115686 - | 2003 UU151             | 21 d'octubre, 2003   | Kitt Peak            | Spacewatch    |
| 115687 - | 2003 UM152             | 21 d'octubre, 2003   | Palomar              | NEAT          |
| 115688 - | 2003 UA153             | 21 d'octubre, 2003   | Palomar              | NEAT          |
| 115689 - | 2003 UG153             | 21 d'octubre, 2003   | Palomar              | NEAT          |
| 115690 - | 2003 UG154             | 20 d'octubre, 2003   | Palomar              | NEAT          |
| 115691 - | 2003 UH155             | 20 d'octubre, 2003   | Socorro              | LINEAR        |
| 115692 - | 2003 UV156             | 20 d'octubre, 2003   | Socorro              | LINEAR        |
| 115693 - | 2003 UF157             | 20 d'octubre, 2003   | Socorro              | LINEAR        |
| 115694 - | 2003 UT157             | 20 d'octubre, 2003   | Kitt Peak            | Spacewatch    |
| 115695 - | 2003 UM160             | 21 d'octubre, 2003   | Kitt Peak            | Spacewatch    |
| 115696 - | 2003 UJ162             | 21 d'octubre, 2003   | Socorro              | LINEAR        |
| 115697 - | 2003 UK162             | 21 d'octubre, 2003   | Socorro              | LINEAR        |
| 115698 - | 2003 UE163             | 21 d'octubre, 2003   | Socorro              | LINEAR        |
| 115699 - | 2003 UG163             | 21 d'octubre, 2003   | Socorro              | LINEAR        |
| 115700 - | 2003 UO163             | 21 d'octubre, 2003   | Socorro              | LINEAR        |